# Continental bulldog
De Continental bulldog (Continentale buldog) is een hondenras afkomstig uit Zwitserland. Het ras is voorlopig erkend door de FCI.

## Geschiedenis
De Europese Conventie over het fokken en houden van huisdieren en de verscherpte Zwitserse wet voor de dierenbescherming waren voor Imelda Angehrn de aanleiding voor het creëren van dit nieuwe buldogras van gemiddelde grootte. De bedoeling was een buldogtype te ontwikkelen dat tegemoet zou komen aan de strengere wetgeving in Zwitserland die het "fokken en houden van huisdieren met bepaalde abnormaliteiten in lichaamsbouw en gedrag" wilde verbieden.
In het voorjaar van 2001 startte Imelda Angehrn (kennel Pickwick Bulldogs) haar fokprogramma door het kruisen van de Engelse buldog met de Leavitt Bulldog, met goedkeuring van de Zwitserse kennelclub. Aanvankelijk werden honden uit deze kruisingen "Pickwick Bulldogs Old Type" genoemd. Al snel bleek dat een terugkruising met de Engelse buldog bij de Engelse kennelclub op weerstand botste. Voor het fokken van gezondere buldoggen bleek dit fokprogramma echter succesvol te zijn en daarom werd besloten om een nieuw buldogras te fokken dat het oude type Engelse buldog dicht zou benaderen. Imelda Angehrn kreeg ondersteuning van de Zwitserse kennelclub en binnen die kennelclub ontstond een projectgroep die zou werken aan de erkenning van een nieuw buldogras. Op 15 september 2004 werd het ras door de SKG omgedoopt tot Continental Bulldog. Op 24 januari 2011 werd bij de FCI de procedure tot erkenning van een nieuw ras opgestart.

## Voorkomen
De Continentale buldog is een atletisch gebouwde, buldogachtige maar beweeglijke hond. Volgens de rasstandaard heeft de Continentale buldog een schofthoogte van 42 tot 46 cm voor een reu en 40 tot 44 cm voor een teef. Een reu weegt 25 tot 30 kg, een teef weegt 22 tot 27 kg. Het hoofd is minder massief dan bij een Engelse buldog, met minder rimpels en een duidelijke stop. De ondervoorbeet is niet zo uitgesproken als bij een Engelse buldog. De hals is kort en krachtig. Hij heeft een krachtig gangwerk waarbij de voorbenen rechter en dichter bij elkaar staan dan bij de Engelse buldog. De vacht is glad en kort, met of zonder onderwol. Alle kleuren in combinatie met een zwarte neus zijn toegelaten. Eenkleurig, of gecombineerd met wit, met of zonder masker.

## Karakter
De Continentale buldog is attent, zelfzeker, vriendelijk.